# Artemisia herba-alba
La ontina o incienso de Canarias (Artemisia herba-alba) es una especie de arbusto del género Artemisia, se distribuye por el Mediterráneo occidental.

## Descripción
Es un arbusto de poca altura, con fuerte olor, con ramas frecuentemente arqueadas hacia abajo. Las hojas adultas son pequeñas y muy cortas (2-8 mm), 1-2 pinnatisectas. Las brácteas del involucro están situadas a distintos niveles. Capítulos en panícula, erguidos, alargados, estrechos (1-3 mm) y con flores poco numerosas (3-6) de color amarillento. Involucro de 1,5-2,5 mm de diámetro. Receptáculo glabro. Brácteas muy escariosas, poco pilosas.

## Distribución y hábitat
Se encuentra en la región mediterránea occidental donde aparece en matorrales secos, tomillares más o menos nitrófilos, terrenos baldíos.

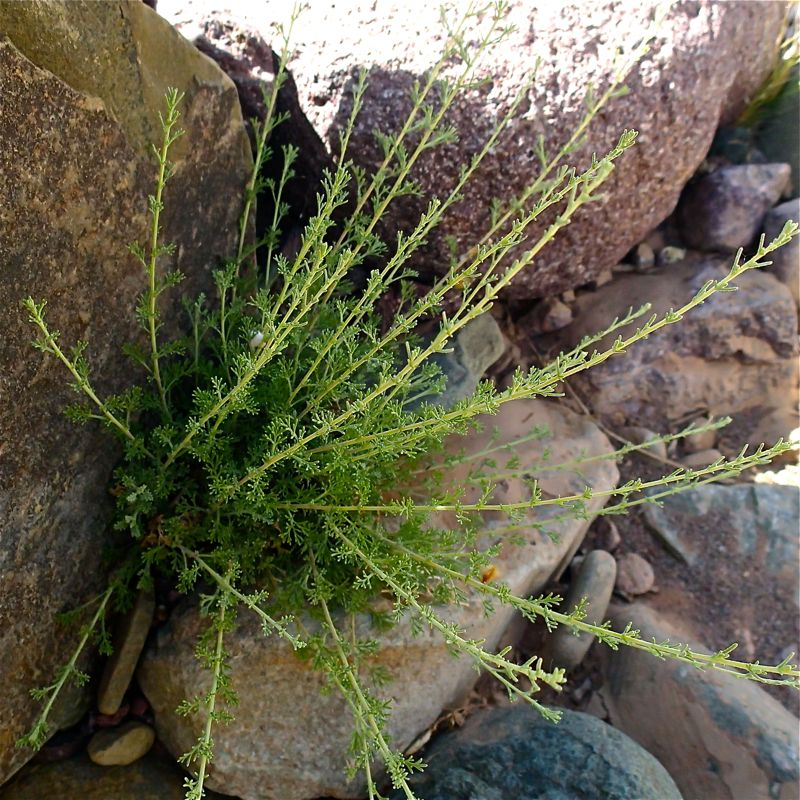
En su hábitat

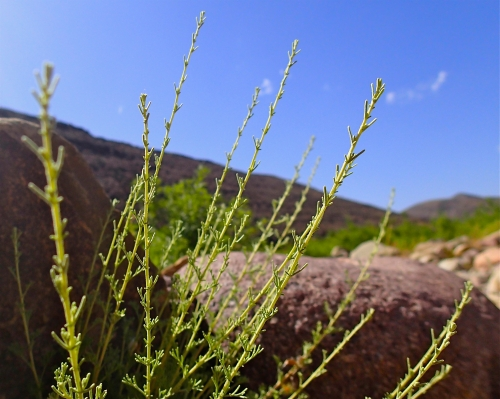
Detalle

## Propiedades
Artemisia herba-alba es una buena planta forrajera principalmente por las ovejas.
Esta especie en la medicina tradicional se usa como antiséptica, vermífuga y antiespasmódica entre otras propiedades. Artemisia herba-alba se ha utilizado como remedio tradicional para la enteritis y varios problemas intestinales por los beduinos del Neguev.
El aceite esencial de A. herba-alba, del Desierto de la península del Sinaí, contiene principalmente eucaliptol y cantidades apreciables de tujonas y otros monoterpenos. Davanona, crisantenona y cis- crisantenol se han encontrado en algunas poblaciones de A. herba-alba de Marruecos y España.

## Taxonomía
Artemisia herba-alba fue descrita por  Jordán de Asso y publicado en Synopsis Stirpium indigenarum Aragoniae 117. 1779.
Etimología
Hay dos teorías en la etimología de Artemisia: según la primera, debe su nombre a Artemisa, hermana gemela de Apolo y diosa griega de la caza y de las virtudes curativas, especialmente de los embarazos y los partos . según la segunda teoría, el género fue otorgado en honor a Artemisia II, hermana y mujer de Mausolo, rey de la Caria, 353-352 a. C., que reinó después de la muerte del soberano. En su homenaje se erigió el Mausoleo de Halicarnaso, una de las siete maravillas del mundo. Era experta en botánica y en medicina.
herba-alba: epíteto latino que significa hierba blanca.
Sinonimia
- Artemisia aethiopica L.
- Artemisia aragonensis Lam.
- Artemisia lippii Jan ex Besser
- Artemisia ontina Dufour
- Artemisia valentina Lam.
- Seriphidium herba-alba (Asso) Soják[10]